# Маріотто Альбертінеллі
Маріотто Альбертінеллі (італ. Mariotto Albertinelli, 13 жовтня 1474, Флоренція — 5 листопада 1515) — італійський художник Раннього Відродження, представник Флорентійської школи.

## Життєпис
Був сином ювеліра Б'яджо ді Біндо Альбертінеллі. Навчався разом з П'єро ді Козімо в майстерні Козімо Росселлі. Знаходить впливового покровителя — Альфонсіну Орсіні, дружину володаря Флоренції П'єро ді Лоренцо Медічі. Перші самостійні роботи виконав у 1494 році. У студії свого вчителя художник познайомився з Баччо делла Портою. Останній у 1500 році став прихильником Савонароли, прийнявши ім'я фра Бартоломео (під ним відомий у живописі). Вони почали спільну роботу у 1500 році. У 1501 році завершив фреску «Страшний суд» для церкви Санта-Марія-Нуова (розпочату Баччо). У 1505 році одружується.
У 1509 році разом з фра Бартоломео виконував замовлення монастиря Сан-Марко, у 1510 році — вівтар для монастиря Сан-Джуліано-ді-Фіренце.
У 1513 році Альбертінеллі тимчасово полишив живопис і став трактирником, сказавши (згідно життєписів художників Вазарі), що він наївся критики і хоче зайнятися «менш важкою і більш радісною працею». Проте наприкінці того ж року знову узявся за малювання, отримавши замовлення з Риму та Вітербо. У 1515 році працюючи над фрескою «Коронація Діви Марії» тяжко захворів й повернувся до рідного міста. Тут помер 5 листопада того ж року.
Його учнями були Джуліано Буджардіні, Понтормо, Франчабіджо.

## Творчість

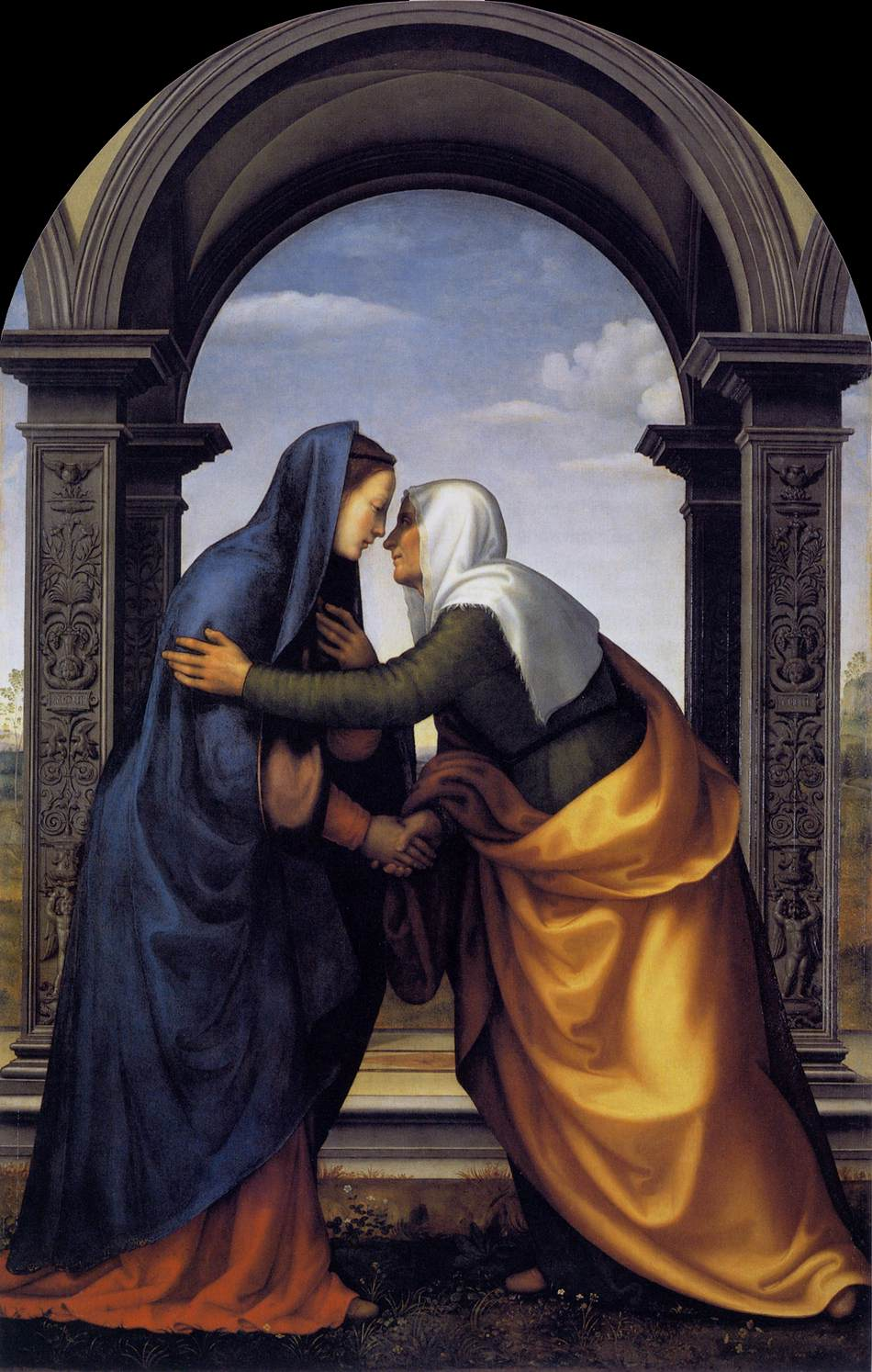
«Відвідування»

На Альбертінеллі вплинули роботи Перуджіно, фра Бартоломео, Мемлінга. Картини створені переважно на біблійну тематику. Особливо часто змальовував Мадонну з немовлям. Найкращими роботами Маріотто Альбертінеллі є «Відвідування» (1503 рік, Галерея Уффіці, Флоренція) і «Благовіщення» (1508 рік, Стара Пінакотека, Мюнхен).